# رود چیر
رود چیر (انگلیسی: Chir) یک رودخانه در استان روستوف کشور روسیه است.